# Ephemerella excrucians
Ephemerella excrucians är en dagsländeart som beskrevs av Walsh 1862. Ephemerella excrucians ingår i släktet Ephemerella och familjen mossdagsländor. Inga underarter finns listade i Catalogue of Life.